# Bistum Cochin

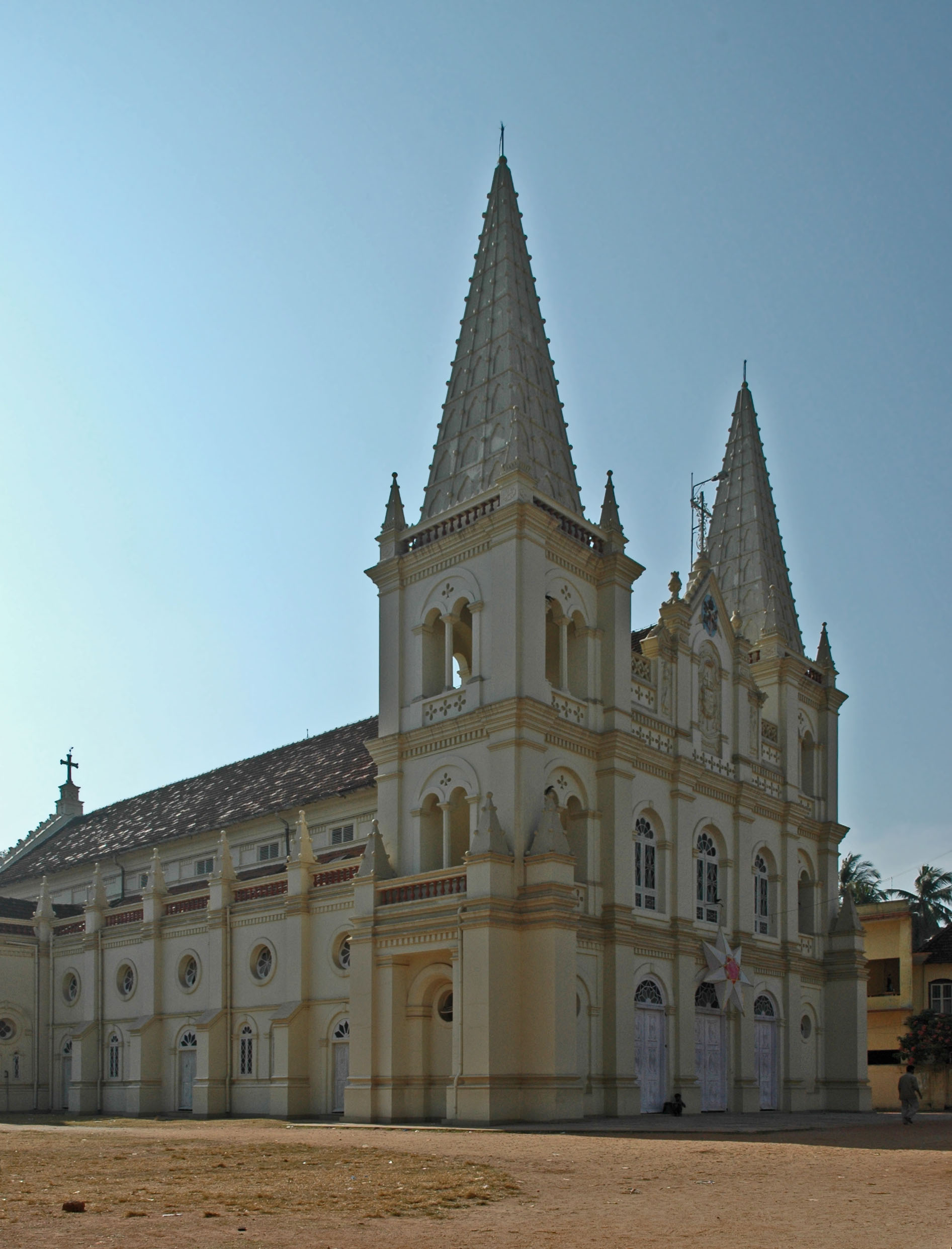
Santa-Cruz-Basilika in Kochi

Das Bistum Cochin (lateinisch Dioecesis Coccinensis, englisch Diocese of Cochin) ist eine römisch-katholische Diözese in Indien mit Sitz in Kochi.

## Geschichte
Das Bistum Cochin wurde am 4. Februar 1558 aus dem Bistum Goa heraus gegründet. Aus territorialen Abtretungen heraus wurde das damalige Erzbistum Angamalé (1599), das damalige Mission sui juris Madura (1606) das Bistum São Tomé von Meliapore (1606), das damalige Apostolische Vikariat Malabar (1659), das damalige Bistum Ceylon (1834) und das Bistum Alleppey (1952) gegründet.
Es ist eine Suffragandiözese des Erzbistums Verapoly.

## Ordinarien
- Jorge Temudo OP (1557–1567)
- Henrique de Távora e Brito OP (1576–1578)
- António de Beja (1578)
- Mateus de Medina OSA (1579–1588)
- André de Santa Maria OFM (1588–1610)
- Sebastião de São Pedro OSA (1615–1624)
- Luís de Brito e Meneses OSA (1628–1629)
- Francisco Barreto (1630)
- Miguel da Cruz Rangel OP (1633–1646)
- António da Serpa (1647)
- João Celo (1650)
- Francesco Baretto, S.J. (? –1663)
- Fábio dos Reis Fernandes, O.Carm. (1668)
- Fernando de Santa Maria (1672)
- António de São Dionísio OSA (1676–1685)
- Pedro da Silva OSA (1688–1691)
- António de Santa Teresa (1692)
- Pedro Pacheco OP (1694–1713)
- Francisco Pedro dos Mártires (1717)
- Francisco de Vasconcelos SJ (1722–1742)
- António da Conceição (1745)
- Clemente José Colaço Leitão SJ (1745–1776)
- Sebastião da Costa (1777)
- Manuel de Santa Catarina OCD (1778–1785)
- José da Soledade OCD (1785–1818)
- Tomas Manoel de Noronha e Brito OP (1819–1828), später Bischof von Olinda
- João Gomes Ferreira (1887–1897)
- Matheus de Oliveira Xavier (1897–1909), später Erzbischof von Goa
- José Bento Martins Ribeiro (1909–1931)
- Abílio Augusto Vaz das Neves (1933–1938), später Bischof von Bragança und Miranda
- José Vieira Alvernaz (1941–1950), später Koadjutor-Erzbischof von Goa und Damão
- Alexander Edezath (1952–1975)
- Joseph Kureethara (1975–1999)
- John Thattumkal SSC (2000–2009)
- Joseph Kariyil (2009–2024)
  - Sedisvakanz seit 2. März 2024